# György Kósa
György Kósa [ˈɟørɟ ˈkoːʃɒ] (* 24. April 1897 in Budapest, Österreich-Ungarn; † 16. August 1984 ebenda) war ein ungarischer Komponist.
Kósa studierte von 1905 bis 1916 bei Béla Bartók, Zoltán Kodály und Victor von Herzfeld. Seit 1927 leitete er eine Klavierklasse am Budapester Konservatorium. 
Er komponierte neun Opern, vier Ballette und die Musik zu vier Pantomimen, neun Sinfonien und eine Orchestersuite, kammermusikalische Werke, elf Oratorien, mehrere Kantaten, eine Messe, ein Dies irae, zwei Requiem und Lieder.